# Wąwóz Niegoszowicki
Wąwóz Niegoszowicki – wąwóz na obszarze Wyżyny Olkuskiej. Zachodnie strona łączy się ze wzgórzem Przymiarki, stanowiąc granicę między miejscowościami Rudawa a Niegoszowicami. Jego południowo-wschodnia część zabudowana jest budynkami mieszkalnymi wsi Niegoszowice. Wąwóz opada do Rowu Krzeszowickiego. Dnem wąwozu płynie niewielki potok, wpadający do potoku Przymiarki.